# Ambasadorowie Rosji i ZSRR w Wielkiej Brytanii
Stała dyplomatyczna reprezentacja rosyjska w Londynie datuje się dopiero od czasów, gdy Piotr Wielki wprowadził reformy wzorowane na zachodnich metodach administracyjnych. Nieregularne poselstwa rosyjskie życzliwie były przyjmowane przez Tudorów. Wówczas to ustanowiona została Kompania Moskiewska i ruszył handel między Archangielskiem i Londynem bardzo korzystny dla obu stron.
W XVIII wieku brytyjscy politycy tacy jak Robert Walpole i William Pitt Starszy patrzyli na Rosję z nieufnością. W miarę rozwoju Imperium Brytyjskiego i wzrostu potęgi Rosji oba kraje coraz częściej widziały w sobie konkurentów. Apogeum wrogości osiągnięto w XIX wieku, gdy Brytyjczycy bali się postępów Rosji ku Afganistanowi, zza terytorium którego znajdowała się „perła korony brytyjskiej” – Indie.

## Rosyjscy ambasadorowie w Anglii (do 1707)
- 1613–1634 Nikifor Alferiew[1]

## Rosyjscy ambasadorowie w Wielkiej Brytanii (od 1707)
- 1706–1708 Andriej Matwiejew (negocjował z Brytyjczykami jako poseł Rosji w Hadze)
- 1710–1712 Boris Kurakin
- 1711–1713 Albrecht von der Lieth
- 1714–1715 Boris Kurakin
- 1717–1720 Fiedor Wiesiełowski
- 1720 Michaił Bestużew-Riumin (rezydent)
- 1731–1738 Antioch Kantemir
- 1739–1742 Iwan Szczerbatow
- 1742–1743 Siemien Naryszkin
- 1743–1746 Iwan Szczerbatow
- 1746–1755 Piotr Czernyszow
- 1762–1764 Aleksandr Woroncow
- 1764–1765 Heinrich Gross
- 1765–1768 Aleksiej Musin-Puszkin
- 1765–1766 Fiedor Gross
- 1768–1769 Iwan Czernyszow
- 1779–1784 Iwan Simolin
- 1784–1800 Siemion Woroncow
- 1800 Wasilij Lizakiewicz
- 1800 Jakow Smirnow
- 1806 Pawieł Stroganow
- 1801–1806 Siemion Woroncow
- 1806–1808 Maximilian von Alopaeus
- 1812–1834 Christoph von Lieven
- 1835–1839 Carlo Andrea Pozzo di Borgo
- 1839–1840 Nikołaj Kisielow
- 1840–1854 Philipp von Brunnow
- 1856–1857 Michaił Chrieptowicz
- 1860–1870 Philipp von Brunnow
- 1870–1874 Philipp von Brunnow
- 1874–1879 Piotr Szuwałow
- 1879–1882 Aleksiej Łobanow-Rostowski
- 1882–1884 Artur Moriengiejm
- 1884–1902 Jegor Staal
- 1902–1916 Alexander von Benckendorff
- 1904–1907 Siergiej Sazonow
- 1917 Konstantin Nabokow

## Ambasadorowie ZSRR w Wielkiej Brytanii
- 1923–1925 Christian Rakowski (akredytowany od 1 lutego 1924)
- 1925–1926 Leonid Krasin
- 1926–1927 Arkadij Rozengolc
- 1927–1929 zerwane stosunki dyplomatyczne
- 1929–1932 Grigorij Sokolnikow
- 1932 – 12 sierpnia 1943 Iwan Majski
- 12 sierpnia 1943 – 1946 Fiodor Gusiew
- 1946–1952 Gieorgij Zarubin
- 1952–1953 Andriej Gromyko
- 1953–1960 Jakow Malik
- 1960–1966 Aleksandr Sołdatow
- 1966–1973 Michaił Smirnowski
- 1973–1980 Nikołaj Łuńkow
- 1980–1986 Wiktor Popow
- 1986–1991 Leonid Zamiatin

## Ambasadorowie Federacji Rosyjskiej w Wielkiej Brytanii
- 1991–1994 – Boris Pankin
- 1994–1997 – Anatolij Adamiszyn
- 1997–2000 – Jurij Fokin
- 2000–2005 – Grigorij Karasin
- 2005–2010 – Jurij Fiedotow
- od 2011 – Aleksandr Jakowienko[2]